# Don Moye
Don Moye, ook wel  'Famoudou' Don Moye (Rochester, 23 mei 1946) is een Amerikaanse jazzmuzikant (zang, drums) en componist. De artiestennaam Famoudou koos hij als hommage aan de Guinese drummer Famoudou Konaté. 

## Biografie
Don Moye speelde op jeugdige leeftijd in plaatselijk drumformaties, zong in het kerkkoor en leerde viool spelen. In een jazzclub hoorde hij Kenny Burrell en Jimmy McGriff.Uiteindelijk studeerde hij slagwerk aan de Wayne State University in Detroit. Moye speelde tijdens deze periode ook met het African Cultural Ensemble, waardoor hij in aanraking kwam met Afrikaanse muziek uit Ghana en met de band Detroit Free Jazz, waarmee hij in 1968 een Europese tournee afwerkte. Hij bleef in Parijs, speelde daar met Steve Lacy, Sonny Sharrock, Dave Burrell en Pharoah Sanders en ondernam reizen met John Tchicai naar Noord-Afrika. 
In 1969 was het Art Ensemble of Chicago (zonder drummer Philip Wilson) als kwartet van Roscoe Mitchell, Lester Bowie, Joseph Jarman en Malachi Favors Maghostut op tournee door Europa. Moye speelde in deze periode in Parijs aan het American Center for Students and Artists, waar muzikanten als Art Taylor en Johnny Griffin jazzworkshops verzorgden. Roscoe Mitchell vroeg daar aan Moye om zich bij het Art Ensemble te voegen. Hij werd lid en keerde met de band begin jaren 1970 terug naar de Verenigde Staten.
Naast de langjarige verrichtingen daar had Don Moye steeds weer eigen projecten. Hij werkte met de Black Artists Group in St. Louis, speelde in duet met de drummer Steve McCall en werkte mee bij de Wildflowers Loft Sessions (1976). Midden jaren 1980 werd hij lid van de formatie The Leaders, waartoe buiten de Art Ensemble-collega Bowie ook Chico Freeman, Arthur Blythe, Don Cherry, Cecil McBee en Kirk Lightsey behoorden. Moye nam talrijke albums op onder zijn eigen naam en speelde met eigen formaties, zoals de Joseph Jarman/Famoudou Don Moye Magic Triangle Band en The Sun Percussion Summit (met Enoch Williamson), waarmee hij de tradities van Afro-Amerikaanse muziek verkende.
Don Moye werkte mee aan talrijke plaatopnamen, zoals van Randy Weston, Dave Burrell, Fontella Bass, Muhal Richard Abrams, Anthony Braxton, Chico Freeman, Craig Harris en The Leaders. In zijn spel vat Moye alle technieken samen van Amerikaanse en Afrikaanse percussie.

## Onderscheidingen
- DownBeat International Critics Poll Winner – 1977, 1978, 1982
- New York Jazz Poll – 1979, 1980
- National Endowment for the Arts Grant – 1974, 1981

## Discografie

### Eigen formaties
- 1975: Sun Percussion, Vol. 1  (AECO)
- 1981: Earth Passage/Density (Black Saint)
- 1981: Black Paladins (Black Saint)
- 1983: Jam for Your Life! (AECO)
- 1987: The African Tapes (Praxis)
- 1996: Afrikan Song (AECO)
- 1998: Ancestral Memories from Afrika to Chicago (Manifesto)
- 1999: Bamako Chicago Express(Manifesto)
- 2002: A Symphony of Cities (Southport)

### Als sideman
- Lester Bowie: Mirage (RCA, 1974–82), Serious Fun (DIW, 1984), The Organizer (DIW, 1991)
- Hamiet Bluiett: Im/possible To Keep (India Navigation, 1977), Resolution (Black saint, 1977)
- Kenny Clarke: Pieces Of Time (Soul Note, 1983)
- Chico Freeman: Spirit Sensitive (India Nav., 1978), No Time Left (Black saint, 1979)
- The Leaders: Mudfoot (Black Hawk, 1986), Out Here Like This (Black Saint, 1986)
- Kirk Lightsey: Goodbye Mr. Evans (Evidence, 1994)
- Roscoe Mitchell: Roscoe Mitchell (Chief, 1978)